# Mostra internazionale dell'illustrazione per l'infanzia
La Mostra Internazionale dell'Illustrazione per l'Infanzia (anche chiamata Le immagini della fantasia) è un'esposizione che si svolge a Sarmede, un paese in provincia di Treviso, ogni anno nel periodo che va da ottobre a dicembre. Inizialmente la sede della mostra era proprio il municipio del paese che è completamente decorato di immagini. Ora ha una sua propria sede dedicata, la "Casa della fantasia" sita accanto al municipio. Il primo evento pubblico, realizzato dal Comune di Sarmede insieme alla locale Pro loco, si svolse nel 1983 ma la prima realizzazione avvenne nel 1982 a casa dell'ideatore, il pittore ceco Štěpán Zavřel insieme a un gruppo di amici. Zavřel era un illustratore praghese trasferitosi a Rugolo di Sarmede (TV) fin dal 1969. Era molto inserito nell'ambiente locale, molti suoi dipinti arricchiscono tuttora le facciate di edifici pubblici e privati del comune di Sarmede.
La mostra propone ai bambini un viaggio all'interno del mondo delle fiabe affiancando alle illustrazioni originali i libri da cui sono tratte, letture animate da attori di teatro, laboratori artistici e altre attività didattiche. Espone opere realizzate da artisti provenienti da diversi Paesi del mondo affiancate a una selezione di opere realizzate dai corsisti della Scuola Internazionale d'illustrazione per l'infanzia che si tiene ogni anno a luglio.
Mostra e scuola sono entrambe ora supportate dalla Fondazione Zavrel, istituita nel 1999 per ricordare l'artista scomparso pochi mesi prima e per dare seguito ai suoi sogni.
Durante il resto dell'anno la Mostra è itinerante e nel corso degli anni è stata presentata in numerose città italiane e straniere tra le quali: Venezia, Treviso, Madrid, Brescia, Aix en Provence, Genova, Siena, Foggia, Parigi al Centre Pompidou, Lubiana, Lugano, Lisbona, Siviglia, Salisburgo, Essen, Istanbul, Vienna, Monza, Firenze, Verona, Valdagno, Udine, Sarajevo, Stoccarda, Barcellona e Bratislava.
La Mostra e la Scuola svolgono un'intensa attività per divulgare e informare delle attività e di eventuali cambiamenti.
Merita ricordare, fra i cataloghi della mostra, l'edizione del 1999 curata da Monica Monachesi pochi mesi dopo la scomparsa di Štěpán Zavřel dal titolo "Mostra Internazionale dell'Illustrazione per l'Infanzia"
La mostra con i libri illustrati in vendita, fra cui quelli storici dell'ideatore e il calendario tipico, le iniziative didattiche, arte di strada, laboratori, teatro per famiglie e scuole che si svolgono da ottobre a dicembre, la scuola estiva d'illustrazione per l'infanzia, il Museo Stepan Zavrel, le case dipinte, hanno fatto di Sarmede il "paese delle fiabe".